# Vinothek

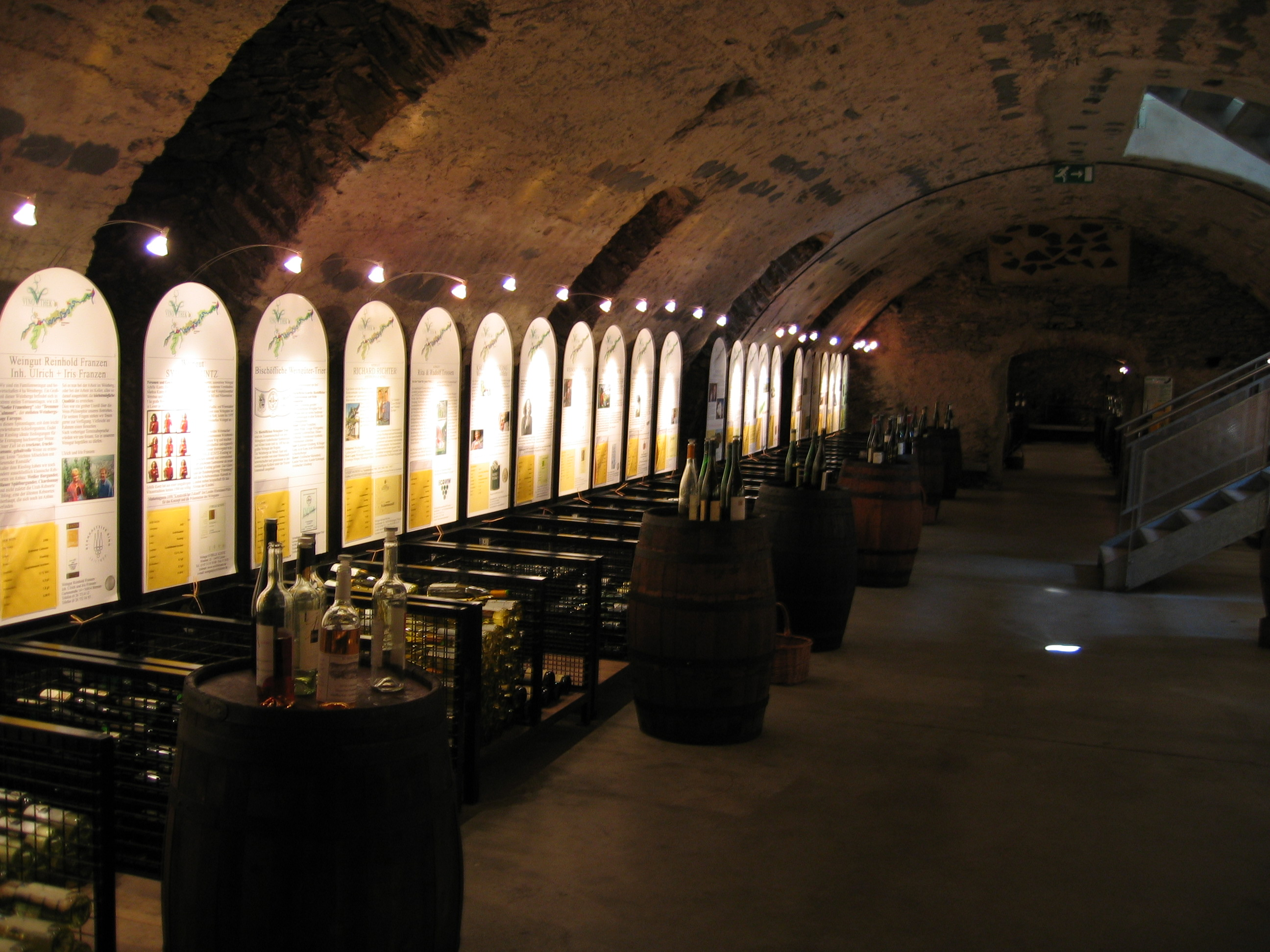
Gebietsvinothek in Bernkastel-Kues

Eine Vinothek ist ein Laden, der Wein verkauft. Meist kann mittels Degustation der gewählte Wein verkostet werden. Oft gibt es auch Artikel rund um den Wein bzw. regionale Spezialitäten. In Italien wird der Begriff Enoteca verwendet.

## Unterscheidungen
Grundsätzlich gibt es zwei Arten von Vinotheken. Während in Fachgeschäften ein unabhängiger Kaufmann und Weinkenner die zu vertreibenden Weine nach wirtschaftlichen Gesichtspunkten auswählt und vermarktet, werden beim Eigenvertrieb nur selbst produzierte Waren verkauft. Ein Eigenvertrieb wird von einem oder mehreren Produzenten betrieben. Dadurch kann der personalintensive Ab-Hof-Verkauf auf mehrere Produzenten aufgeteilt werden. Zudem kann dadurch ein repräsentativeres Lokal gewählt werden, da die Kosten geteilt werden.
Orts-, Bezirks- oder Gebietsvinotheken sind regionale Vinotheken, die sich auf Weine und Sekte aus einer Gemeinde, einem Bezirk oder einem Weinbaugebiet beschränken. Diese werden von den Produzenten selbst im Eigenvertrieb oder einem Händler betrieben. Die Weine werden in der Regel zu denselben Preisen wie beim Weingut oder nur mit geringen Aufschlägen angeboten.